# Иво Милев
Иво Марков Милев е български юрист, писател, продуцент, преводач, изкуствовед и куратор.

## Биография
Роден е на 25 ноември 1971 година в Ловеч. Завършва Ловешката немска гимназия. Следва право в Софийския университет „Св. Климент Охридски“. Юрисконсулт на продуцентски компании: SIA Advertising, „Камера“, „Еф хикс камера“, „Чучков брадърс“, изпълнителен директор (до 2010) на SIA Advertising (компанията продуцент на филма „Мисия Лондон“ и сериала „Стъклен дом“).
Заместник-директор е на Националната художествена галерия от 2013 до  януари 2015 година, когато подава оставка в знак на протест срещу сливането на Националната художествена галерия и Националната галерия за чуждестранно изкуство. От 2020 до 2023 година отново е неин заместнк-директор, ръководи изложбената и проектна дейност. Куратор на много изложби в Националната галерия и в страната.
Иво Милев е автор на романи, на монографии за български художници, преводач, сценарист и продуцент. Особено място заема книгата му „История на българското изобразително изкуство“, създадена въз основа на архива на Кирил Кръстев.

### Романи
- Случаите на инспектор Тюхчев. София: Сиела, 2010, 224 с. (ISBN 978-954-28-0777-3)[8][9]
- КБ. София: Агенция Вила, 2011, 472 с. (ISBN 978-954-91225-7-2)[10]

### Монографии
- Николай Ников 1924 - 1989. Един парижанин в София. НХГ, 2013. ISBN 978-954-9473-26-1
- Боян Райнов, албум. София: НХГ, 2015. ISBN 978-954-9473-28-5
- Животът и смъртта на Людмила Живкова. София: Книгомания, 2018, 736 с., 2 прераб. изд. 2022[11]
- Тодор Цонев. Художникът в сянка. МДХС, 2018[12][13]
- Лика Янко. Рисунки, албум. Сoфия: НГ, 2019.  ISBN 9789549473483
- Богомир Лазов и българския акварел. София: НГ, 2019. ISBN 978-954-9473-47-6
- Никола Танев. На път. София: НГ, 2020. ISBN 978-954-9473-50-6
- Кочо Гърнев. София: НГ, 2021. ISBN 978-954-9473-55-1
- Илия Бешков. Биография. София: Книгомания. София, 2021, 240 с. ISBN 9786191953035
- Кирил Кръстев. История на българското изобразително изкуство. Състав. Иво Милев. София: Лист, 2021[7]
- Непознатият Димитър Казаков - Нерон. Ранни творби 1957-1965. София, Харта: 2022 ISBN 978-619-92149-0-9
- Образът на Майстора. София: Национална галерия, 2022 ISBN 978-954-9473-65-0
- Владимир Димитров - Майстора. Биография. София: Книгомания, 2022, 308 с. ISBN 9786191953363
- Лиляна Русева 1932-2009. Иво Милев, Чавдар Попов. София: НГ, 2022. ISBN 978-954-9473-67-4
- Алеко Константинов. Das Wunderkind. Биография. София: Книгомания, 2024. ISBN  9786191953820
- Греди Асса. Пътувания. София, 2024 ISBN 978-619-91605-5-8
- Емил Стойчев. Въображението е моята кръвна система. Иво Милев, Неда Живкова. СГХГ, София, 2025 ISBN 978-619-7195-43-9

### Преводи
- Георг Тракл, Себастиан в съня. Превод от немски Иво Милев. София: Захари Стоянов, 2001, 95 с. (ISBN 954-739-216-6)
- Хуго фон Хофманстал, Съчинения в проза. Превод от немски Иво Милев. София: Захари Стоянов, 2002, 254 с. (ISBN 954-739-307-3)
- Фридрих Дюренмат, Съучастникът: Един комплекс. Превод от немски Иво Милев. София: Захарий Стоянов, 2003, 349 с. (ISBN 954-739-361-8)
- Фридрих Хьолдерлин, Хиперион. Превод от немски Иво Милев. София: Агенция Вила, 2003, 303 с. (ISBN 954-91225-3-0)

## Филмография
- 2010 г. – „Стъклен дом“, продуцент[14]
- 2012 г. – „Отплата“, сценарист и продуцент[15]

## Изложби (частично)
- Николай Ников - Ничето. Един парижанин в София. Ретроспективна изложба, НХГ, 2014 [16]
- Светът според Тодор Цонев. Дом на Хумора и сатирата, Габрово. 2018 - 19. [17]
- Васил Иванов. 1909 – 1975, Национална галерия (2019)[18]
- Лика Янко. Рисунки, Национална галерия (2019)[2]
- Никола Танев. На път, Национална галерия (2020)[2]
- Да колекционираш съвременно изкуство, НГ (2021)
- Алцек Мишев. Ретроспектива, Национална галерия (2021)
- Образът на Майстора, Национална галерия (2022)[2]
- Майстора и Родно изкуство, Национална галерия (2022)[2]
- Васил Симитчиев. Ретроспектива, Национална галерия (2022)
- Лиляна Русева. Ретроспектива, Национална галерия (2022-2023)
- Чапкънов. Алхимикът. Ретроспективна изложба за 80-годишнината на Георги Чапкънов, Национална галерия (2023)[2]
- Греди Асса. Пътувания. Ретроспективна изложба, СГХГ, 2024[19]
- Емил Стойчев. Въображението е моята кръвна система, СГХГ, 2025

## Награди
- 2011 г. – номинация за наградата за съвременна българска художествена проза „Хеликон“[20]
- 2020 г. – Награда на София за постижения в областта на културата за изложбата „Лика Янко. Рисунки“, Национална галерия[21]